# A Visita da Cornélia
A Visita da Cornélia foi um concurso da RTP1, emitido em 1977. Era apresentado por Raul Solnado com a companhia da vaca Cornélia.

## Conceito
Quando foi nomeado, em 1977, um novo director de programas da RTP já existia a ideia de um concurso da autoria de Raul Solnado e de Fialho Gouveia. Numa reunião de trabalho, depois do jantar até às seis da manhã do dia seguinte, resolveram tudo: realização, produção, cenografia, direcção musical, júri, etc.
De 6 de Junho a 28 de Novembro de 1977, sempre às 2.ªs feiras, foi transmitido o concurso que foi um dos grandes sucessos televisivos desse ano, conjuntamente com a telenovela Gabriela. Houve ainda duas sessões extra-concurso no Porto.
Dos 30 candidatos, tirados à sorte através dos boletins enviados, retinham apenas três pares.
Cada par tinha de cumprir 10 provas. As provas dividiam-se por três grupos disciplinares, que valorizavam a aprendizagem, a destreza e a criatividade.  As provas criativas como canto, dança, teatro ou quadra eram pontuadas pelo júri fixo. Nas outras provas era necessário deitar bonecos a baixo, responder a perguntas sobre um livro, descobrir diferenças entre dois desenhos, cultura geral, código da estrada, constituição Portuguesa ou Direitos do Homem.
Os concorrente mais pontuados iam para um pódio até serem ultrapassados pelos novos concorrentes. Na 12.ª sessão, o publicitário (e também, músico) Gonçalo Lucena foi ultrapassado por José Fanha (13 semanas no pódio) e pelo músico Hugo Maia de Loureiro.
Na 23.ª sessão apareceu Vasco Raimundo que ultrapassou José Fanha e Rui Guedes. Acabou por ocupar o pódio até à finalíssima de 28 de Novembro de 1977.
São muitos os momentos marcantes do programa, desde a imitação de um macaco por Loureiro, o manifesto anti-lira de Pitum, a declamação de "Eu Sou Português Aqui" por Fanha ou a dança de Tozé Martinho e de Tareka.
O sucesso do programa levou à edição de uma revista semanal, a "Vacavisão" que saiu pela primeira vez em 21 de Junho de 1977. Também houve uma colecção de cromos e um single com versões de temas dos Gemini e José Cid.

## Júri[1]
- Raul Calado
- Maria João Seixas
- Paulo Renato
- Maria Leonor
- Luís de Sttau Monteiro

## Concorrentes[1]
- Fernando Assis Pacheco e Carminho Ruela Ramos
- Gonçalo Lucena
- Pitum Keil do Amaral e Maria Lira [10]
- Tozé Martinho e Tareka
- José Fanha e Alice Brito
- Hugo Maia de Loureiro
- Rui Guedes e Concha
- Carlos Fragateiro
- Lucilina e Victor Ninéu Sobreiro
- Vasco Raimundo
- Tó e Clarisse
- Carlos Castro

## Vencedores
O grande vencedor foi Vasco Raimundo, seguido por José Fanha e Rui Guedes. 